# Gsteig bei Gstaad
Gsteig bei Gstaad (Frans (verouderd): Châtelet) is een gemeente en plaats in het Zwitserse kanton Bern, en maakt deel uit van het district Obersimmental-Saanen.
Gsteig bei Gstaad telt 987 inwoners.